# 머신 사지 FC
머신 사지 타브리즈 FC(페르시아어: باشگاه فوتبال ماشین‌سازی تبریز)는 타브리즈를 연고로 하는 이란의 축구단이다. 현재 이란 써드 디비전에 참가하고 있다.